# 드림콘서트

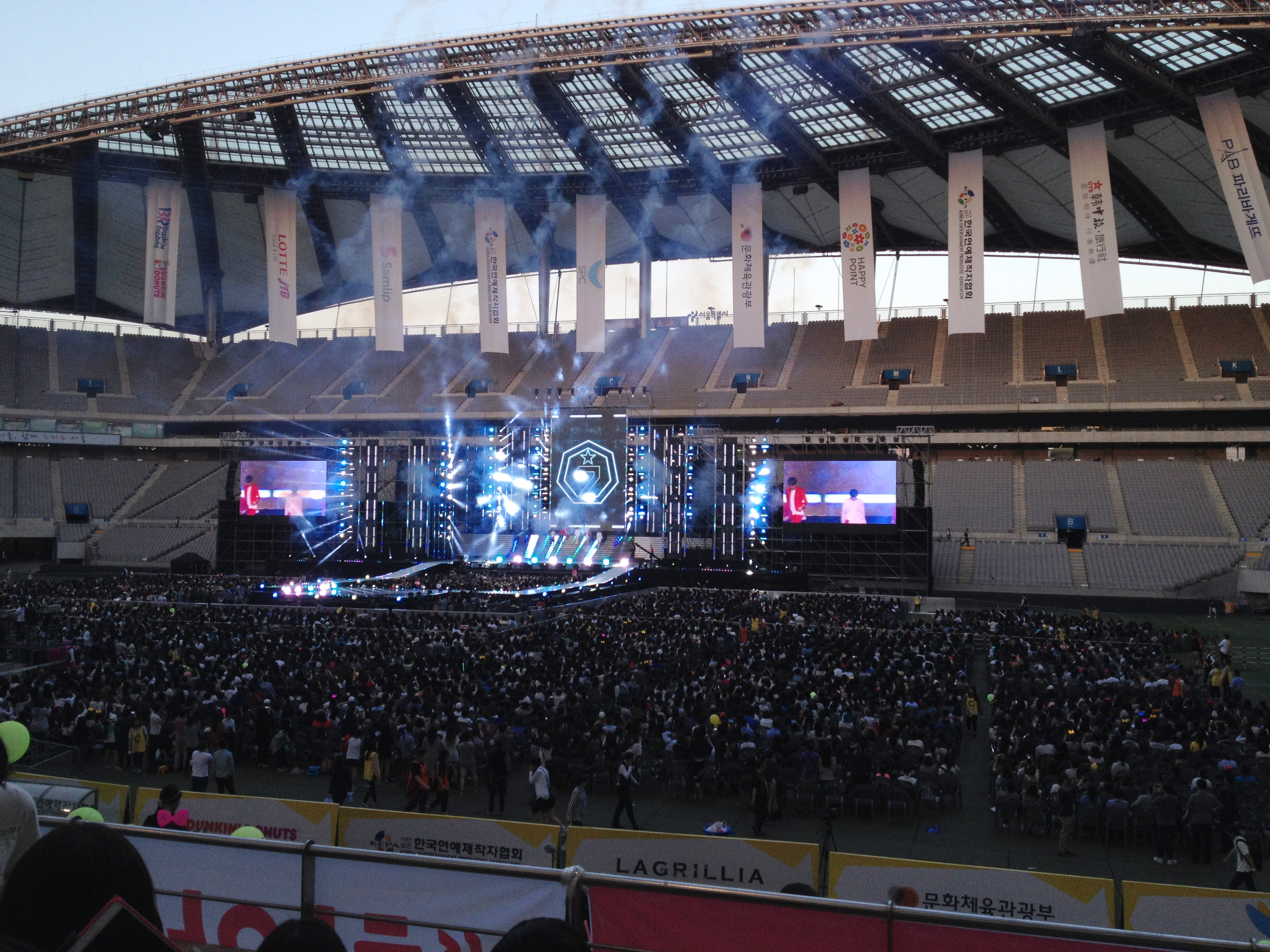

드림콘서트(Dream Concert)는 대한민국에서 1995년부터 매년 개최되는 합동 콘서트로, 2021년에 27주년을 맞이하였다. 문화체육관광부 유관기관인 사단법인 한국연예제작자협회에서 주최하여, 매년 가정의 달에, 대한민국 청소년들에게 "꿈과 희망"을 심어주는 취지로 10대 아이돌 좋아하는 톱스타를 초청하여 개최한다.
역대 누적 관객 수 112만명, 출연 가수 460팀 이상이 참여한 대한민국 역사상 최대 규모의 K-Pop 콘서트 브랜드로, 우리 주변에 이슈들을 매년 하나되어 주제로 선정하여 콘서트를 기획하고 있으며, 이를 통해 사회계몽 활동 및 메시지를 전달하고 함께 참여할 수 있게 함으로써 자연스럽게 더불어 살아가는 사회의 일원으로서 느낄 수 있는 가치를 전달하는 것을 목표로 하고 있다.
더욱이, 부산세계박람회 주제와 연계한 기후산업박람회 폐막식과 동시에 부산 아시아드 주경기장에서 2023년 5월 27일에 개최한 바 있다.

## 역대 드림콘서트 슬로건
| 년도 | 슬로건                                                      | 지역          | 장소                                                    | 진행자                               | 녹화 중계사 | 녹화 방송 일자                        |
| ---- | ----------------------------------------------------------- | ------------- | ------------------------------------------------------- | ------------------------------------ | --- | ------------------------------------- |
| 1995 | 광복이 있기에 나라가 있기에                                 | 서울특별시    | 서울올림픽주경기장 (잠실)                               | 김승현, 이본                         | SBS(프로그램 제작국), PSB 부산방송(현 KNN 부산경남방송), TBC 대구방송, TJB 대전방송, KBC 광주방송, UBC 울산방송, JTV, CJB 등 (SBS 예능본부 제작)                                                                                                  | 1995년 5월 14일 (동시 네트워크)       |
| 1996 | 폭력은 싫어요                                               | 서울특별시    | 서울올림픽주경기장 (잠실)                               | 이훈, 김예분                         | SBS(프로그램 제작국), PSB 부산방송(현 KNN 부산경남방송), TBC 대구방송, TJB 대전방송, KBC 광주방송, UBC 울산방송, JTV, CJB 등 (SBS 예능본부 제작)                                                                                                  | 1996년 6월 16일 (동시 네트워크)       |
| 1997 | 나라 사랑하는 마음                                          | 서울특별시    | 서울올림픽주경기장 (잠실)                               | 이훈, 한성주                         | SBS(프로그램 제작국), PSB 부산방송(현 KNN 부산경남방송), TBC 대구방송, TJB 대전방송, KBC 광주방송, UBC 울산방송, JTV, CJB 등 (SBS 예능본부 제작)                                                                                                  | 1997년 5월 18일 (동시 네트워크)       |
| 1998 | 아빠, 사랑해요                                              | 서울특별시    | 서울올림픽주경기장 (잠실)                               | 류시원, 김희선                       | SBS(프로그램 제작국), PSB 부산방송(현 KNN 부산경남방송), TBC 대구방송, TJB 대전방송, KBC 광주방송, UBC 울산방송, JTV, CJB 등 (SBS 예능본부 제작)                                                                                                  | 1998년 5월 31일 (일부 지역 자체 방송) |
| 1999 | 우리는 하나                                                 | 서울특별시    | 서울올림픽주경기장 (잠실)                               | 김진, 김소연                         | SBS(프로그램 제작국), PSB 부산방송(현 KNN 부산경남방송), TBC 대구방송, TJB 대전방송, KBC 광주방송, UBC 울산방송, JTV, CJB 등 (SBS 예능본부 제작)                                                                                                  | 1999년 5월 23일 (일부 지역 자체 방송) |
| 2000 | My Dream My Future                                          | 서울특별시    | 서울올림픽주경기장 (잠실)                               | 안재모, 김민희                       | SBS(프로그램 제작국), PSB 부산방송(현 KNN 부산경남방송), TBC 대구방송, TJB 대전방송, KBC 광주방송, UBC 울산방송, JTV, CJB 등 (SBS 예능본부 제작)                                                                                                  | 2000년 5월 28일 (일부 지역 자체 방송) |
| 2001 | 비바 코리아(Viva Korea)                                     | 서울특별시    | 서울올림픽주경기장 (잠실)                               | 송창환, 소유진                       | SBS(프로그램 제작국), PSB 부산방송(현 KNN 부산경남방송), TBC 대구방송, TJB 대전방송, KBC 광주방송, UBC 울산방송, JTV, CJB 등 (SBS 예능본부 제작)                                                                                                  | 2001년 5월 20일 (일부 지역 자체 방송) |
| 2002 | 월드컵 성공 기원                                            | 서울특별시    | 서울올림픽주경기장 (잠실)                               | 유재석, 채림                         | MBC (MBC 예능본부 제작) | 2002년 4월 21일                       |
| 2003 | 자유, 열정, 미래                                            | 서울특별시    | 서울올림픽주경기장 (잠실)                               | 강타, 이효리                         | SBS(프로그램 제작국), PSB 부산방송(현 KNN 부산경남방송), UBC 울산방송, TBC 대구방송, TJB 대전방송, KBC 광주방송, JTV, CJB, GTB(현 G1 강원민방), JIBS 등 지역 민방 네트워크 9개사 (SBS 예능본부 제작)                                              | 2003년 5월 18일 (일부 지역 자체 방송) |
| 2004 | 청소년을 위한 자유                                          | 서울특별시    | 서울올림픽주경기장 (잠실)                               | 김동완, 김태희                       | SBS(프로그램 제작국), PSB 부산방송(현 KNN 부산경남방송), UBC 울산방송, TBC 대구방송, TJB 대전방송, KBC 광주방송, JTV, CJB, GTB(현 G1 강원민방), JIBS 등 지역 민방 네트워크 9개사 (SBS 예능본부 제작)                                              | 2004년 6월 13일 (일부 지역 자체 방송) |
| 2005 | 사랑한다, 대한민국                                          | 서울특별시    | 서울올림픽주경기장 (잠실)                               | 전진, 앤디, 옥주현                   | SBS(프로그램 제작국), PSB 부산방송(현 KNN 부산경남방송), UBC 울산방송, TBC 대구방송, TJB 대전방송, KBC 광주방송, JTV, CJB, GTB(현 G1 강원민방), JIBS 등 지역 민방 네트워크 9개사 (SBS 예능본부 제작)                                              | 2005년 7월 10일 (일부 지역 자체 방송) |
| 2006 | 사랑한다, 대한민국                                          | 서울특별시    | 서울올림픽주경기장 (잠실)                               | 데니 안, 한은정                      | SBS(프로그램 제작국), PSB 부산방송(현 KNN 부산경남방송), UBC 울산방송, TBC 대구방송, TJB 대전방송, KBC 광주방송, JTV, CJB, GTB(현 G1 강원민방), JIBS 등 지역 민방 네트워크 9개사 (SBS 예능본부 제작)                                              | 2006년 5월 28일 (일부 지역 자체 방송) |
| 2007 | 사랑한다, 대한민국                                          | 서울특별시    | 서울올림픽주경기장 (잠실)                               | 이휘재, 유진                         | SBS(프로그램 제작국), PSB 부산방송(현 KNN 부산경남방송), UBC 울산방송, TBC 대구방송, TJB 대전방송, KBC 광주방송, JTV, CJB, GTB(현 G1 강원민방), JIBS 등 지역 민방 네트워크 9개사 (SBS 예능본부 제작)                                              | 2007년 6월 10일 (일부 지역 자체 방송) |
| 2008 | 사랑한다, 대한민국                                          | 서울특별시    | 서울올림픽주경기장 (잠실)                               | 박수홍, 송지효, 김희철               | SBS(프로그램 제작국), PSB 부산방송(현 KNN 부산경남방송), UBC 울산방송, TBC 대구방송, TJB 대전방송, KBC 광주방송, JTV, CJB, GTB(현 G1 강원민방), JIBS 등 지역 민방 네트워크 9개사 (SBS 예능본부 제작)                                              | 2008년 6월 8일 (일부 지역 자체 방송)  |
| 2009 | 사랑한다, 대한민국                                          | 서울특별시    | 서울월드컵경기장 (상암동)                               | MC몽, 송지효, 김희철                 | SBS(프로그램 제작국), PSB 부산방송(현 KNN 부산경남방송), UBC 울산방송, TBC 대구방송, TJB 대전방송, KBC 광주방송, JTV, CJB, GTB(현 G1 강원민방), JIBS 등 지역 민방 네트워크 9개사 (SBS 예능본부 제작)                                              | 2009년 10월 11일 (동시 네트워크)      |
| 2010 | 사랑한다, 대한민국                                          | 서울특별시    | 서울월드컵경기장 (상암동)                               | 택연, 신세경, 김희철                 | SBS(프로그램 제작국), PSB 부산방송(현 KNN 부산경남방송), UBC 울산방송, TBC 대구방송, TJB 대전방송, KBC 광주방송, JTV, CJB, GTB(현 G1 강원민방), JIBS 등 지역 민방 네트워크 9개사 (SBS 예능본부 제작)                                              | 2010년 5월 30일 (동시 네트워크)       |
| 2011 | 사랑한다, 대한민국                                          | 서울특별시    | 서울월드컵경기장 (상암동)                               | 송중기, 구하라, 김희철               | KBS 2TV (KBS 예능본부 제작) | 2011년 6월 10일                       |
| 2012 | 사랑한다, 대한민국                                          | 서울특별시    | 서울월드컵경기장 (상암동)                               | 택연, 한승연, 임시완                 | KBS 2TV (KBS 예능본부 제작) | 2012년 5월 30일                       |
| 2013 | 사랑한다, 대한민국                                          | 서울특별시    | 서울월드컵경기장 (상암동)                               | 온유, 구하라, 윤두준                 | KBS 2TV (KBS 예능본부 제작) | 2013년 5월 31일                       |
| 2014 | 힘내라 대한민국                                             | 서울특별시    | 서울월드컵경기장 (상암동)                               | 강인, 은혁, 백진희                   | SBS(프로그램 제작국), KNN 부산경남방송, UBC 울산방송, TBC 대구방송, TJB 대전방송, KBC 광주방송, JTV, CJB, G1, JIBS 등 지역 민방 네트워크 9개사 (SBS 예능본부 제작), SBS MTV, SBS funE (KT, SK브로드밴드, LG유플러스 등 통신 3사 IPTV 채널 재방송) | 2014년 6월 15일 (동시 네트워크)       |
| 2015 | 사랑한다, 대한민국                                          | 서울특별시    | 서울월드컵경기장 (상암동)                               | 이특                                 | SBS(프로그램 제작국), KNN 부산경남방송, UBC 울산방송, TBC 대구방송, TJB 대전방송, KBC 광주방송, JTV, CJB, G1, JIBS 등 지역 민방 네트워크 9개사 (SBS 예능본부 제작), SBS MTV, SBS funE (KT, SK브로드밴드, LG유플러스 등 통신 3사 IPTV 채널 재방송) | 2015년 5월 30일 (일부 지역 자체 방송) |
| 2016 | 사랑한다, 대한민국                                          | 서울특별시    | 서울월드컵경기장 (상암동)                               | 이특, 김소현, 홍종현, 민규, 정한, 준 | SBS(프로그램 제작국), KNN 부산경남방송, UBC 울산방송, TBC 대구방송, TJB 대전방송, KBC 광주방송, JTV, CJB, G1, JIBS 등 지역 민방 네트워크 9개사 (SBS 예능본부 제작), SBS MTV, SBS funE (KT, SK브로드밴드, LG유플러스 등 통신 3사 IPTV 채널 재방송) | 2016년 6월 11일 (일부 지역 자체 방송) |
| 2017 | 사랑한다, 대한민국 2017 드림콘서트, 2018 평창 문화를 더하다 | 서울특별시    | 서울월드컵경기장 (상암동)                               | 이특, 에스쿱스, 이선빈               | SBS(프로그램 제작국), KNN 부산경남방송, UBC 울산방송, TBC 대구방송, TJB 대전방송, KBC 광주방송, JTV, CJB, G1, JIBS 등 지역 민방 네트워크 9개사 (SBS 예능본부 제작), SBS MTV, SBS funE (KT, SK브로드밴드, LG유플러스 등 통신 3사 IPTV 채널 재방송) | 2017년 6월 14일 (동시 네트워크)       |
| 2017 | 2017 드림콘서트 in 평창                                     | 강원도        | 평창 올림픽 스타디움 (강원도 평창군 평창 올림픽 플라자) | 이특, 진세연, 토니 안                | KBS 1TV (KBS 예능본부/KBS 미디어 제작) | 2017년 11월 11일                      |
| 2018 | 사랑한다, 대한민국                                          | 서울특별시    | 서울월드컵경기장 (상암동)                               | 윤시윤, 설인아, 차은우               | SBS MTV, SBS FunE, SBS 플러스 (KT, SK브로드밴드, LG유플러스 등 통신 3사 IPTV 채널) | 2018년 5월 19일                       |
| 2019 | 사랑한다, 대한민국                                          | 서울특별시    | 서울월드컵경기장 (상암동)                               | 이특, 전소민, 공찬                   | SBS MTV, SBS FunE, SBS 플러스 (KT, SK브로드밴드, LG유플러스 등 통신 3사 IPTV 채널) | 2019년 5월 25일                       |
| 2020 | 제26회 드림콘서트 CONNECT:D                                 | 서울특별시    |                                                         | 이특, 김요한, 김도연                 | SBS MTV (KT, SK브로드밴드, LG유플러스 등 통신 3사 IPTV 채널), V LIVE | 2020년 8월 1일                        |
| 2020 | 제26회 드림콘서트 CONNECT:D                                 | 서울특별시    | 은혁, 차은우, 리아                                      | 2020년 8월 2일                       | SBS MTV (KT, SK브로드밴드, LG유플러스 등 통신 3사 IPTV 채널), V LIVE |                                       |
| 2021 | 제27회 드림콘서트                                           | 서울특별시    | 서울월드컵경기장 (상암동)                               | 이특, 차은우, 김도연                 | |                                       |
| 2022 | 제28회 드림콘서트                                           | 서울특별시    | 잠실종합운동장 주경기장                                 | 도영, 안유진                         | |                                       |
| 2023 | 제29회 드림콘서트                                           | 부산광역시    | 아시아드 주경기장                                       | 조정식, 유빈                         | SBS M | 2023년 6월 17일                       |
| 2023 | 제29회 드림콘서트                                           | 사이타마      | 슈퍼 아레나                                             | 육성재, 훤                           | |                                       |
| 2024 | 제30회 드림콘서트                                           | 경기도 고양시 | 고양종합운동장                                          | 이특, 권은비                         | | 2024년 10월 19일                      |

## 역대 출연자
| - 듀스 - 박진영 - 박미경 - 룰라 | - 신승훈 - 김건모 - N.EX.T - 김종서 | - DJ DOC - 김원준 - 신성우 - 신효범 |

| - 터보 - 이소라 - DJ DOC - 김정민 | - 녹색지대 - 룰라 - R.ef - 김현철 | - 솔리드 - 김건모 - 패닉 - 아이돌 |

| - 업타운 - 영턱스클럽 - 리아 - 자자 - 쿨 | - 구피 - 양파 - 벅 - 김정민 - 이예린 | - 조장혁 - 구본승 - 언타이틀 - 안재욱 - H.O.T. |

| - NRG - 태사자 - 디바 - 양파 - 에메랄드 캐슬 - 유승준 | - 젝스키스 - S.E.S. - 임창정 - 터보 - 포지션 - 박진영 | - 이글파이브 - 신화 - 김정민 - H.O.T. - 이현도 - 엑스틴 |

| - god - 드렁큰타이거 - 박지윤 - 지누션 - 클론 - 김민종 | - S.E.S. - 젝스키스 - 유승준 - 신화 - 김경호 | - 김현정 - 샵 - 임창정 - 핑클 - H.O.T. |

| - 문차일드 - 클릭비 - SKY - 베이비복스 - 임창정 - 엄정화 | - 주영훈 - 이지훈 - 조성모 - 터보 - 김현정 - 샤크라 | - 원타임 - 김민종 - 핑클 - 클론 - god - 젝스키스 |

| - 샤크라 - 드렁큰 타이거 - 엄정화 - 박효신 - 왁스 - 클릭비 - 조장혁 | - 조성모 - 홍경민 - 샵 - 임창정 - 코요태 - 차태현 - 유엔 | - NRG - 싸이 - 김현정 - 포지션 - 핑클 - god |

| - 클릭비 - 이정현 - 5tion - 이기찬 - 죠앤 - 김정민 - 강성훈 | - 리치 - 유미 - 신화 - 은지원 - S.E.S. - V6 | - 보아 - 성시경 - 이수영 - 블랙 비트 - 핑클 - god |

| - 박지윤 - 김건모 - 김범수 - 드렁큰 타이거 - 박화요비 - 성시경 - god - 쥬얼리 | - 이수영 - 클릭비 - 문희준 - 보아 - 강타 - 소찬휘 - NRG | - 차태현 - 임창정 - 쿨 - 세븐 - 린 - 나비효과 - 김형중 |

| - 비 - 이효리 - 코요태 - 쥬얼리 - 동방신기 - 테이 - 이지훈 | - NRG - 신화 - 김범수 - 체리필터 - 플라이 투 더 스카이 - SG워너비 - 문희준 | - 버즈 - 마야 - 플라워 - 은지원 - 백지영 - UN |

| - 이민우 - god - 이재원 - 채연 - SG워너비 - 소방차 - 유니 | - 코요태 - 보아 - 천상지희 - KCM - 은지원 - 마야 - 신혜성 | - 쥬얼리 - 강타 - MC몽 - 버즈 - 배치기 - 모세 |

| - SS501 - 슈퍼주니어 - 비 - SG워너비 - 코요태 - 쥬얼리 - 강타 & 바네스 | - 에픽하이 - 바다 - 임정희 - 마야 - 파란 - 아이비 | - 리플레이 - 먼데이키즈 - 이효리 - 씨야 - 2SHAI - KCM |

| - 동방신기 - 슈퍼주니어 - 이효리 - 에픽하이 - SG워너비 - 케이윌 | - 배치기 - MC 스나이퍼 - 윤하 - 씨야 - 파란 - 서인영 | - 아이비 - 원더걸스 - 이루 - 카라 - 천상지희 |

| - 동방신기 - SS501 - 슈퍼주니어 - 원더걸스 - 마이티 마우스 - 추성훈 | - 소녀시대 - 에픽하이 - 쥬얼리 - MC몽 - 에이스타일 - 타이푼 | - 마야 - 샤이니 - 배치기 - 부가킹즈 - 피터 |

| - 슈퍼주니어 - 2AM - 소녀시대 - 샤이니 - 쥬얼리 - 빅뱅 | - 카라 - 포미닛 - 채연 - 휘성 - 김태우 - 2NE1 | - 티아라 - MC몽 - f(x) - 박효신 - 2PM |

| - SS501 - 2PM - 슈퍼주니어 - 애프터스쿨 - 소녀시대 - 원더걸스 - 카라 | - 포커즈 - 이효리 - 티아라 - 다비치 - 샤이니 - 제국의 아이들 - 포미닛 | - f(x) - 엠블랙 - 비스트 - CNBLUE - 레인보우 - 유키스 - 비 |

| - 2PM - 파이브돌스 - FT 아일랜드 - f(x) - 미쓰에이 - 김태우 - 동방신기 - 레인보우 | - 샤이니 - 비스트 - 서인국 - 시크릿 - 씨스타 - 아이유 - 애프터스쿨 - 유키스 | - 카라 - 이루 - 지나 - 케이윌 - 티아라 - 포미닛 - 플라워 - 김수현 |

| - 보이프렌드 - 에이핑크 - EXO-K - 다비치 - 틴탑 - 시크릿 - 에일리 | - 포미닛 - 2AM - 엠블랙 - 비스트 - 카라 - B1A4 - 라니아 | - 제국의 아이들 - 티아라 - 씨스타 - 소녀시대-태티서 - 인피니트 - 2PM - 동방신기 |

| - ZE:A - 카라 - 티아라 N4 - 2AM - 샤이니 - 빅스 - 유키스 - 레인보우 | - 보이프렌드 - 비스트 - 소녀시대 - 시크릿 - 씨스타 - 포미닛 - 걸스데이 | - 비투비 - 이블 - 인피니트 - 스피드 - B1A4 - EXO - 허각 |

| - 소녀시대 - EXO - 비스트 - 포미닛 - 비투비 - 에이핑크 - B1A4 - 걸스데이 | - 티아라 - 스피드 - 빅스 - 유키스 - 레인보우 - 블락비 - 달샤벳 - 베스티 | - 탑독 - 포커즈 - 인피니트 - GOT7 - 소년공화국 - 타이니지 - 제국의 아이들 - 세이 예스 | - 엠파이어 - 씨클라운 - 소리얼 - 립서비스 - 오프로드 - 엔소닉 - YB - 헤일로 |

| - 샤이니 - EXO - 포미닛 - 인피니트 - 헤일로 - 카라 - 오마이걸 - 빅스 - B1A4 - 씨스타 - 비투비 - 베리굿 - 탑독 - 시크릿 | - 티아라 - GOT7 - 레드벨벳 - EXID - 소나무 - 방탄소년단 - 스피드 - 소년공화국 - 러블리즈 - 나인뮤지스 - 몬스타엑스 - 씨엘씨 - 투포케이 |

| - EXO - 태민 - 마마무 - 남우현 - 헤일로 - 여자친구 - 에이프릴 - 오마이걸 - 조정민 - 빅스 - B1A4 - 뉴이스트 - 비투비 - 티아라 - 레드벨벳 - 세븐틴 - 다이아 - 디셈버 | - B.I.G - 피에스타 - 소년공화국 - 러블리즈 - 씨엘씨 - 투포케이 - NCT - 라붐 - 아이오아이 - 홍진영 - 임팩트 - 워너비 - 베리굿 - 로미오 - 타히티 - 에이션 |

| - 로미오 - 스누퍼 - 빅플로 - B.I.G - 빅스 - 비투비 - 트와이스 - NCT DREAM - 투포케이 - 오마이걸 - 에이프릴 - MAP6 - 우주소녀 - 프리스틴 - 구구단 |

| - 다이아 - 라붐 - 아스트로 - B.A.P - 헤일로 - 워너원 - NRG - DJ DOC - 백지영 - 레드벨벳 - 뉴이스트 W - EXO-CBX | - B.I.G - 몬스타엑스 - TRCNG - 위키미키 - 에일리 - 선미 - CLC - 프리스틴 - EXID - 구구단 - 빅스 - 비투비 |

| - 태민 - 러블리즈 - 세븐틴 - 마마무 - 여자친구 - TRCNG - 다이아 - 레드벨벳 - 유니티 - 아스트로 - 헤일로 - 투포케이 - 유앤비 - 프로미스나인 - 더보이즈 | - 드림캐쳐 - 빅플로 - 골든차일드 - MXM - 마이틴 - 인투잇 - 아이즈 - 레인즈 - 윤하 - 휘성 - 샤샤 - 립버블 - NCT |

| - 태민 - 레드벨벳 - 세븐틴 - NCT DREAM - 남우현 - 정일훈 - 마마무 - 하성운 - 오마이걸 - CLC - AB6IX - 더보이즈 | - 다이아 - 골든차일드 - 김동한 - 엔플라잉 - JBJ95 - (여자)아이들 - TRCNG - 원더나인 - 김태우 - 박봄 - 홍진영 - 클론 |

| - EXO-SC - 레드벨벳 - 레드벨벳-아이린&슬기 - 오마이걸 - 아스트로 - 사우스클럽 - 골든차일드 - 김재환 - AB6IX - CIX - CRAVITY |

| - 마마무 - 하성운 - 러블리즈 - 우주소녀 - 위키미키 - 정세운 - 더보이즈 - 스트레이 키즈 - 원어스 - ITZY - 로켓펀치 |

| - AB6IX - 에이스 - aespa - CIX - ITZY - NCT DREAM - 골든차일드 - 김재환 - 드림캐쳐 - 브레이브걸스 | - 라붐 - 모모랜드 - 아스트로 - 오마이걸 - 온앤오프 - 위아이 - 위키미키 - 포르테 디 콰트로 - 하성운 | - ARIAZ - PIXY - T1419 - 다크비 - 드리핀 - 신촌타이거 - 알렉사 - 킹덤 - 핫이슈 |

| - 앨리스 - 라붐 - 킹덤 - CIX - AB6IX - NCT DREAM - 레드벨벳 - TRENDZ - 드림캐쳐 | - 케플러 - IVE - EPEX - 드리핀 - 위클리 - 골든차일드 - 오마이걸 - 위아이 - TAN | - 이무진 - YOUNITE - 빅톤 - 펜타곤 - 스테이씨 - 라잇썸 - CRAVITY - NMIXX - 클라씨 |

| - 골든차일드 - 김태우 - 브브걸 - 드리핀 - TAN - JUST B - 미래소년 - 라필루스 - 나인아이 | - 김재환 - 드림캐쳐 - 에버글로우 - NMIXX - 오마이걸 - 원어스 - ITZY - JO1 - TEMPEST - 비투비 - 소년판타지 |

| - 김재중 - 김준수 - 드림캐쳐 - 킹덤 - 에이머스 - 하이파이유니콘 - 아일리원 | - JO1 - INI - 김재환 - AB6IX - 클라씨 - DXTEEN |

| - 더킹덤 - 드리핀 - LIGHTSUM - 루시 - xikers - 어센트 - 8TURN | - Xdinary Heroes - NCT WISH - 엔싸인 - 원어스 - YOUNITE - 유니스 - 이븐 - EPEX | - JD1 - 최예나 - Kep1er - KISS OF LIFE - 템페스트 - TRENDZ - FIFTY FIFTY - 하이키 | <드림루키> - XODIAC - 원팩트 - TIOT - POW <드림콘서트 명예의 전당> - 강성훈 - 드림캐쳐 - CIX |

## 주해
1. 1 2  이름이 바뀐 F*콘서트
2. ↑  이름이 바뀐 I-콘서트

## 같이 보기
- KCON